# Juli 2005
Portal Geschichte | Portal Biografien | Aktuelle Ereignisse | Jahreskalender | Tagesartikel

◄ |
20. Jahrhundert |
21. Jahrhundert

◄ |
1970er |
1980er |
1990er |
2000er
| 2010er | 2020er | 2030er | ►

◄ |
2001 |
2002 |
2003 |
2004 |
2005
| 2006 | 2007 | 2008 | 2009 | ►

◄ |
April 2005 |
Mai 2005 |
Juni 2005 |
Juli 2005 |
August 2005 |
September 2005 |
Oktober 2005 |
►
Dieser Artikel behandelt tagesbezogene Nachrichten und Ereignisse im Juli 2005.

## Tagesgeschehen

### Freitag, 1. Juli 2005
- Berlin/Deutschland: Bundeskanzler Gerhard Schröder stellt im Bundestag die Vertrauensfrage gemäß Artikel 68 Grundgesetz. Die Abgeordneten sprechen ihm ihr Misstrauen aus. 151 Abgeordnete stimmen mit Ja, 296 mit Nein, 148 enthalten sich der Stimme. Wie vom Kanzler beabsichtigt, muss daher die nächste Bundestagswahl auf das laufende Jahr vorgezogen werden.[1]
- Berlin/Deutschland: Der Rat für deutsche Rechtschreibung schließt den Komplex der Getrennt- und Zusammenschreibung ab. Künftig solle nicht die grammatikalische Logik, sondern der Sprachgebrauch entscheiden. Das bedeutet, dass wieder mehr als in der Rechtschreibreform der 1990er Jahre festgelegt zusammengeschrieben werden darf.
- London/Vereinigtes Königreich: Das Land übernimmt von Luxemburg den Vorsitz im Rat der Europäischen Union. Das Amt des Regierungschefs der EG erhält, wie 1998, Tony Blair.[2]
- Wien/Österreich: Mit der Zusammenlegung von Polizei und Gendarmerie erfolgt eine der größten Verwaltungsreformen der 2. Republik.

### Samstag, 2. Juli 2005
- Bagdad/Irak: Der irakische UN-Botschafter Samir al-Sumaidaie beschuldigt die amerikanische Armee, seinen Cousin „kaltblütig ermordet“ zu haben. Mohammed al-Sumaidaie wurde in der letzten Woche bei einer von US-Soldaten vorgenommenen Hausdurchsuchung in Ramadi durch einen Genickschuss getötet.
- Johannesburg/Südafrika: Der ehemalige Staatspräsident Nelson Mandela hat einen Auftritt beim Benefizkonzert Live 8, einer Neuauflage von Live Aid (1985). Am selben Tag finden Live-8-Konzerte in Chiba, Barrie, Berlin, Edinburgh, Moskau, London, Paris, Philadelphia, Rom und auf dem Gelände des Eden Projects in St Blazey statt. Initiator Bob Geldof versteht die Veranstaltungen als Appell gegen die Verschuldung afrikanischer Staaten.[3][4]
- London/Vereinigtes Königreich: Die Amerikanerin Venus Williams gewinnt das Damen-Einzel-Turnier der Wimbledon Championships im Tennis gegen ihre Landsfrau Lindsay Davenport.[5]

### Sonntag, 3. Juli 2005
- Bagdad/Irak: Die irakische Regierung bestätigt britische Zeitungsmeldungen über Folterungen an sunnitischen Häftlingen. Sie seien eine Folgeerscheinung des Saddam-Regimes.
- London/Vereinigtes Königreich: Im Finale des Herren-Einzel-Turniers der Wimbledon Championships kommt es zu einer Neuauflage des Vorjahresendspiels. Titelverteidiger Roger Federer aus der Schweiz bezwingt erneut Andy Roddick aus den USA, diesmal in drei Sätzen.[6]
- Tirana/Albanien: Bei der Parlamentswahl in Albanien gewinnt die Demokratische Partei des Oppositionsführers Sali Berisha die Wahlen.

### Montag, 4. Juli 2005
- Sonnensystem: Der „Impactor“ der amerikanischen Kometensonde Deep Impact kollidiert planmäßig mit dem Kometen Tempel 1. Die ausgelöste Materiewolke wird von Teleskopen und Messgeräten auf der ganzen Welt beobachtet. Die Auswertung der gewonnenen Daten wird mehrere Jahre dauern.

### Mittwoch, 6. Juli 2005
- Auchterarder/Vereinigtes Königreich: Die Staatschefs der Gruppe der Acht und der Präsident der Europäischen Kommission treffen sich zum 31. Weltwirtschaftsgipfel im Gleneagles Hotel.[7]
- Singapur/Singapur: Das IOC gibt London als Austragungsort der 30. Olympischen Sommerspiele 2012 bekannt.
- Straßburg/Frankreich: Die umstrittene Richtlinie der Europäischen Kommission zur Patentierbarkeit computerimplementierter Erfindungen ist vom Europäischen Parlament mit einer großen Mehrheit von 648 der 680 stimmberechtigten Parlamentarier abgelehnt worden.

### Donnerstag, 7. Juli 2005

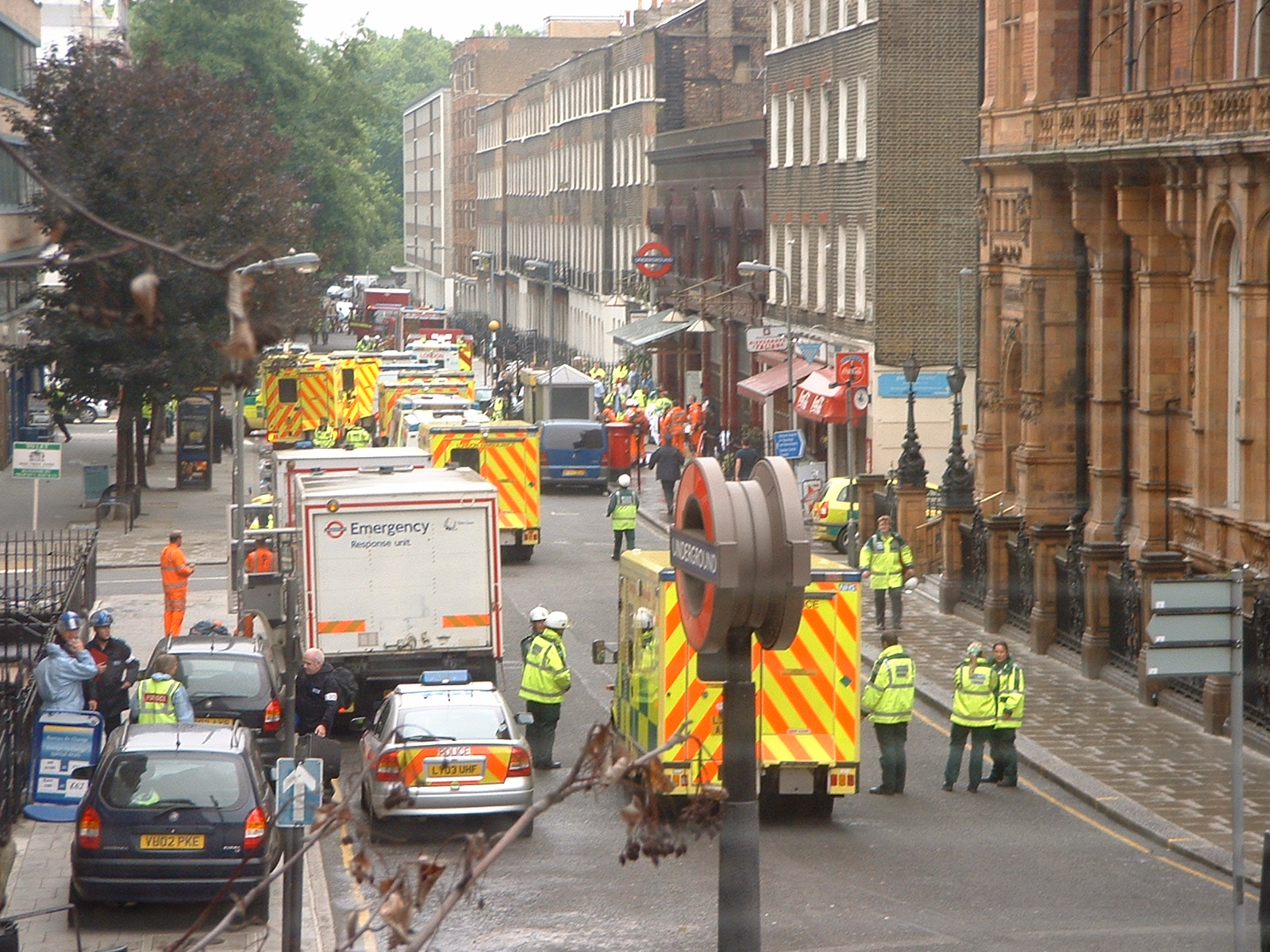
Russell Square, London

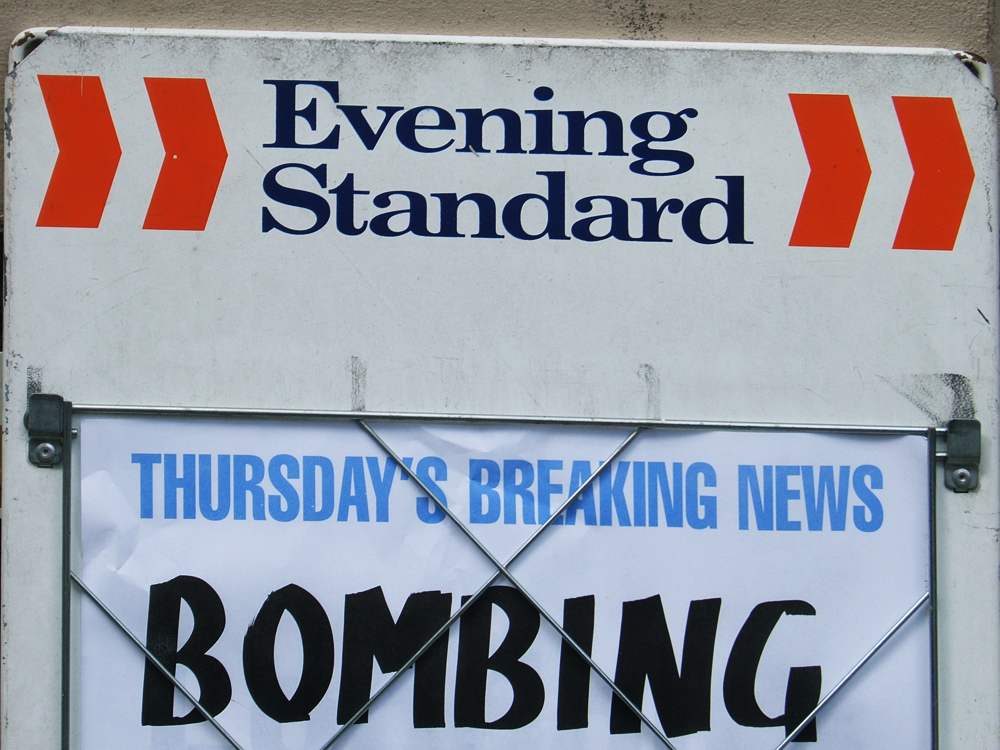
Über 50 Tote in London

- London/Vereinigtes Königreich: Bei einer Serie von vier Terroranschlägen sterben in London über 50 Menschen, etwa 700 werden verletzt.

### Freitag, 8. Juli 2005
- Berlin/Deutschland: Bei der 55. Verleihung des Deutschen Filmpreises wird Alles auf Zucker! von Regisseur Dani Levy als bester Film prämiert.[8][9]

### Samstag, 9. Juli 2005
- Birmingham/Vereinigtes Königreich: Das Vergnügungsviertel und die Chinatown werden von der Polizei evakuiert. Es lag eine schwerwiegende Drohung auf ein Attentat vor.
- Karibik: Ein tropischer Wirbelsturm führt zu schweren Überschwemmungen in der Karibik. Auf den großen Antillen kommen mindestens 20 Menschen ums Leben, mehr als 100 werden vermisst. Der Sturm zieht weiter Richtung Florida.
- Khartum/Sudan: Nach einer Verfassungsänderung wird der bisherige Rebellenführer John Garang als Vizepräsident des Landes vereidigt, der ölreiche Südsudan erhält eine begrenzte Autonomie. Die Vereinbarung soll den über 20-jährigen Bürgerkrieg zwischen der Zentralregierung und den Separatisten der Sudanesischen Volksbefreiungsarmee (SPLA) beenden.

### Sonntag, 10. Juli 2005
- Luxemburg/Luxemburg: Bei der landesweiten Volksabstimmung über die Europäische Verfassung entfallen 56,52 % der abgegebenen Stimmen auf die Annahme und 43,48 % auf die Ablehnung des ausgehandelten Vertragswerks.

### Montag, 11. Juli 2005

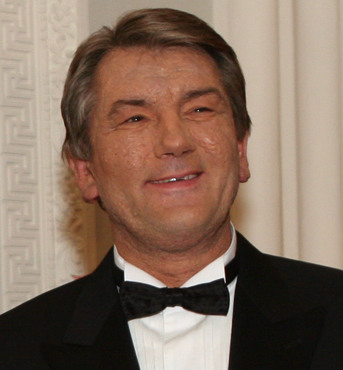
Wiktor Juschtschenko

- Abu Dhabi/Vereinigte Arabische Emirate: Die Zentralbank der Vereinigten Arabischen Emirate kündigt an, dass sie ihre Devisenreserven verstärkt in Euro anlegen wolle. Der Euro steigt daraufhin von deutlich unter 1,20 US-Dollar auf 1,209 Dollar und übersteigt damit wieder das Kursniveau 1,2045, welches unmittelbar nach Bekanntwerden der Terroranschläge am 7. Juli 2005 in London vorübergehend erreicht wurde.
- Berlin/Deutschland: Der Bundesvorstand der CDU und der Parteivorstand der CSU legen ein Regierungsprogramm für den Fall eines Wahlsiegs bei der kommenden Bundestagswahl vor, u. a. soll der Kündigungsschutz für Betriebe mit weniger als 20 Mitarbeitern bei Neueinstellungen entfallen, es sollen die Lohnzusatzkosten reduziert werden und bei der Lohn- und Einkommensteuer sollen der Eingangssteuersatz auf 12 % und der Spitzensteuersatz auf 39 % gesenkt werden.[10]
- Salzburg/Österreich: Die schweren Regenfälle der letzten 10 Tage, die auf der Nordseite der Alpen und im Alpenvorland niedergingen, haben zu erhöhter Gefahr alpiner Muren-Abgänge geführt. Regional kam es auch zu Überschwemmungen, am schwersten in Mittersill, wo 100 Mill. Euro Sachschaden entstand.
- Tres Cantos/Spanien: Nach der Legalisierung der gleichgeschlechtlichen Ehe in Spanien am 30. Juni feiert das erste homosexuelle Paar seine standesamtliche Trauung. Neben Spanien erlauben in Europa lediglich Belgien und die Niederlande eine Vermählung zwischen Personen des gleichen Geschlechts.[11]
- Wien/Österreich: Ein zweitägiger Arbeitsbesuch führt den ukrainischen Präsidenten Wiktor Juschtschenko zu Österreichs Bundeskanzler Schüssel, der Anfang 2006 den EU-Ratsvorsitz übernehmen wird. Auch Kooperationen mit der Industrie sowie in Justiz, Verwaltung und Verkehr werden gestartet.

### Dienstag, 12. Juli 2005
- Genf/Schweiz: Das Genfer Hochschulinstitut für internationale Studien legte eine neue Studie vor, nach der durch den US-geführten Einmarsch im Irak 39.000 Einheimische getötet worden sind. Zwei andere Quellen sprechen von 26.000 Toten. Die Britische Medizinzeitschrift The Lancet hat hingegen sogar 100.000 tote Zivilisten ermittelt.
- Monaco/Monaco: Albert Grimaldi wurde als Albert II. Fürst von Monaco als Nachfolger seines Vaters Rainier III. inthronisiert. Nach dem feierlichen Hochamt fand ein Volksfest und abends ein öffentlicher Ball statt.

### Mittwoch, 13. Juli 2005
- Brüssel/Belgien: Die EU-Wettbewerbsbehörde stimmt der Übernahme der österreichischen VA Technologie durch die deutsche Siemens AG zu, wenn der neue Eigentümer, aus kartellrechtlichen Gründen, die VA-Sparte Wasserkraftwerksbau verkauft.

### Donnerstag, 14. Juli 2005
- Duisburg/Deutschland: Otto Schily erklärt die 7. World Games für eröffnet. Rund 3500 Sportler werden in den kommenden zehn Tagen in 40 nicht-olympischen Sportarten in Duisburg, Bottrop, Mülheim an der Ruhr und Oberhausen ihre Wettkämpfe austragen.

### Samstag, 16. Juli 2005
- Rumänien: Die Serie der schweren Überschwemmungen verlagert sich flussabwärts der Donau. Neben Rumänien ist auch Bulgarien betroffen.

### Montag, 18. Juli 2005
- Belgrad/Serbien und Montenegro: Im Prozess gegen die mutmaßlichen Mörder des fünften Präsidenten der Sozialistischen Republik Serbien Ivan Stambolić werden die Beschuldigten, mehrere Mitglieder der Sondereinheit „Rote Barette“ sowie ein hochrangiger Geheimdienstmitarbeiter, zu langjährigen Freiheitsstrafen verurteilt.[12]

### Dienstag, 19. Juli 2005
- Blackburn/Vereinigtes Königreich: Die deutsche Fußballnationalmannschaft der Frauen wird bei der 9. Europameisterschaft durch ein 3:1 im Finale gegen Norwegen zum vierten Mal in Folge Europameister. Die 2001 aufgestellte Zuschauerbestmarke für eine Frauen-Fußball-EM wurde mit 117.384 Zuschauern in 15 Spielen noch einmal überboten.[13]
- Snamenskoje/Russland: Bei einem Bombenanschlag auf Milizionäre in Snamenskoje nordwestlich der tschetschenischen Hauptstadt Grosny kommen mindestens 14 Menschen ums Leben, 34 weitere werden verletzt.

### Donnerstag, 21. Juli 2005
- Berlin/Deutschland: Bundespräsident Horst Köhler erklärt die Auflösung des 15. Deutschen Bundestags und ordnet eine vorgezogene Neuwahl am 18. September an.[14]
- Jemen: Die Unruhen nach der Erhöhung der Erdölpreise durch die Regierung halten an. Vier Menschen starben in Zusammenstößen zwischen bewaffneten Demonstranten mit Sicherheitskräften in der Stadt al-Dali (knapp 500.000 Einwohner), 250 Kilometer südlich der Hauptstadt Sana'a. Außerdem wurden zehn Menschen verletzt. Die Zahl der Toten durch diese Unruhen steigt damit auf 25.[15]
- London/Vereinigtes Königreich: Unbestätigten Berichten zufolge soll ein Rucksack in einer Londoner U-Bahn-Station explodiert sein, dabei soll eine Person verletzt worden sein. Drei U-Bahn-Stationen sind evakuiert worden, mehrere U-Bahn-Linien stellten den Betrieb ein. Außerdem wurde über eine Explosion in einem Bus berichtet.[16]

### Freitag, 22. Juli 2005

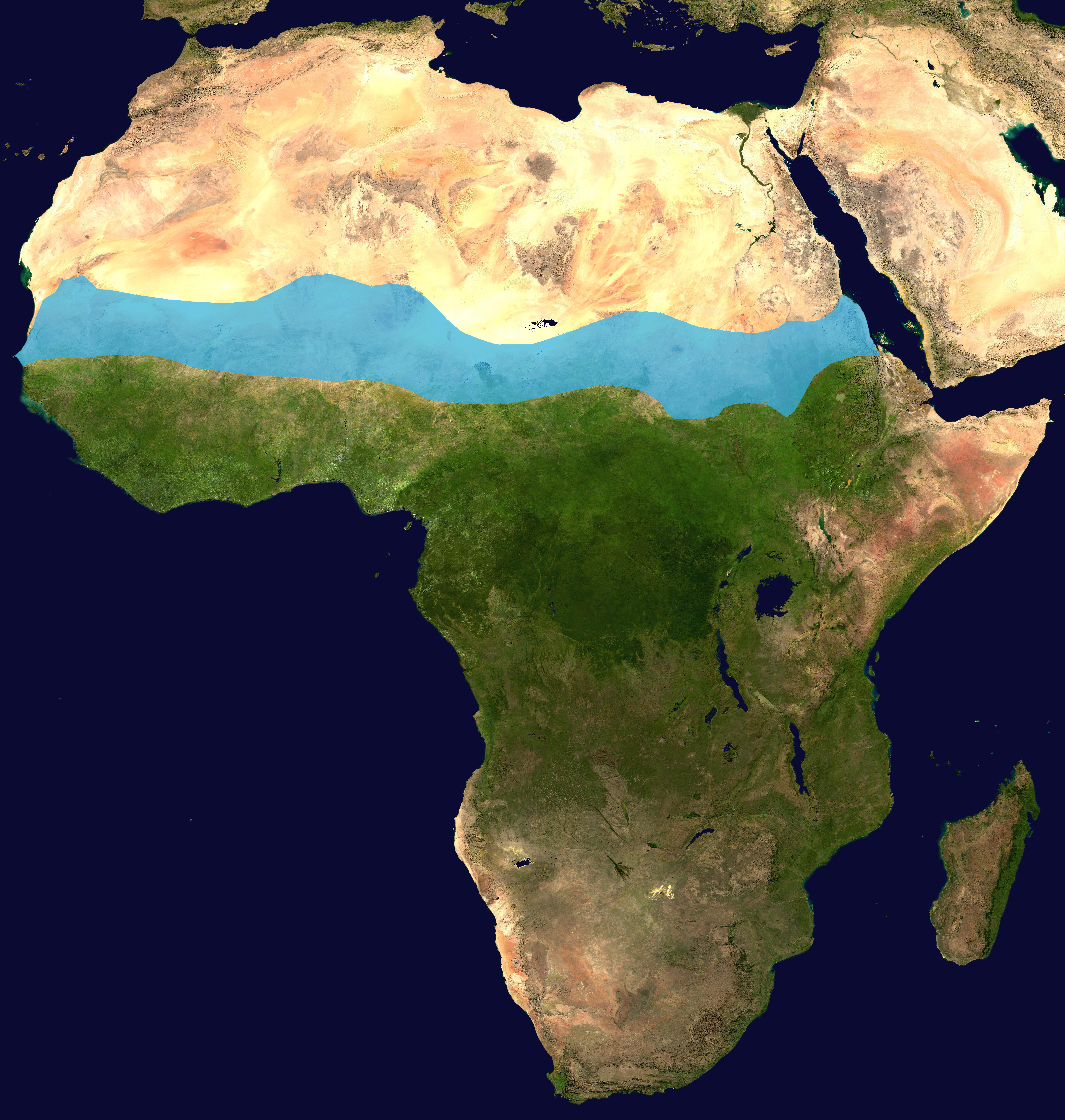
Lage der Sahelzone

- Berlin/Deutschland: Vor dem Reichstagsgebäude, auf dem Platz der Republik, stürzt ein Ultraleichtflugzeug vom Typ Platzer Kiebitz einer Privatperson ab. Die Behörden gehen von einem Selbstmord aus.
- Genf/Schweiz: Als Auslöser einer Infektionskrankheit, an der in Südwestchina mehrere Menschen starben, ist gemäß einer Meldung des chinesischen Gesundheitsministers an die Weltgesundheitsorganisation das unter Schweinen zirkulierende Bakterium Streptococcus suis identifiziert. Es sei mit weiteren Todesfällen zu rechnen.[17]
- Sahelzone: In den nächsten Wochen droht in Westafrika nach Ernteausfällen 3,6 Millionen Menschen der Hungertod. Die Welternährungsorganisation der Vereinten Nationen (UN) plant ein Rettungsprogramm für 1,2 Millionen Menschen, das die UN-Mitgliedsländer ad hoc über Soforthilfen finanzieren müssten.

### Samstag, 23. Juli 2005
- New York/Vereinigte Staaten: In Simbabwe findet eine humanitäre Katastrophe als Folge von Zwangsumsiedlungen der Regierung von Simbabwe statt. Dies geht aus einem Bericht hervor den Anna Tibaijuka, Leitende Direktorin des Wohn- und Siedlungsprogramms der Vereinten Nationen (UN-Habitat) und Sondergesandte des UN-Generalsekretärs Kofi Annan, am 20. Juli vorlegte. Die Umsiedlungen wurden von der Regierung als „Operation Murambatsvina“ bezeichnet.[18]
- Scharm asch-Schaich/Ägypten: Bei mehreren Explosionen im ägyptischen Badeort Scharm El-Scheich sind in der Nacht vom 22. auf den 23. Juli 2005 laut neuesten offiziellen Angaben mindestens 88 Menschen getötet und über 200 verletzt worden.[19]

### Sonntag, 24. Juli 2005
- Bangkok/Thailand: Nach einem Erdbeben der Stärke 7,2 Mw vor den Nikobaren geben thailändische Behörden eine Tsunami-Warnung heraus.
- Paris/Frankreich: Der Amerikaner Lance Armstrong gewinnt vor Ivan Basso aus Italien und Jan Ullrich aus Deutschland zum siebten Mal das Rad-Etappenrennen Tour de France.[20][21]

### Dienstag, 26. Juli 2005
- Augsburg/Deutschland: Bei ihrer Aussage vor dem Landgericht Augsburg haben der ehemalige Bundesaußenminister Klaus Kinkel und der frühere Bundesfinanzminister Theo Waigel den früheren Verteidigungs-Staatssekretär Ludwig-Holger Pfahls entlastet, der im Zusammenhang mit der Lieferung deutscher Fuchs-Spürpanzer an das Königreich Saudi-Arabien u. a. wegen Bestechlichkeit vor Gericht steht. Pfahls’ Einfluss auf das Geschäft sei minimal gewesen, erklärten beide Zeugen während ihrer Aussage. Die Hauptverantwortung habe bei den damaligen Regierungsverantwortlichen, d. h. größtenteils bei Bundeskanzler Helmut Kohl gelegen.
- Cape Canaveral/Vereinigte Staaten: Heute ist um 10:39 Uhr Ortszeit (16:39 Uhr MESZ) vom Weltraumbahnhof Cape Canaveral die Raumfähre Discovery ins Weltall gestartet. Mit ihr brachen sieben Astronauten zur Internationalen Raumstation auf.
- Neu-Delhi/Indien: Nachdem es in Gurgaon, einem Stadtteil der indischen Hauptstadt Neu-Delhi, bereits gestern zu schweren Zusammenstößen zwischen Polizisten und streikenden Arbeitern eines Honda-Werks gekommen ist, gehen die Unruhen am heutigen Dienstag weiter. Indiens Premierminister Manmohan Singh missbilligte das Verhalten von Polizisten in Gurgaon, die mit Bambusstöcken auf Demonstranten eingeschlagen hatten.[22]

### Donnerstag, 28. Juli 2005
- Graubünden/Schweiz: Am Ofenpass im Schweizerischen Nationalpark wurde ein Braunbär in freier Wildbahn gesichtet. Das letzte in der Schweiz lebende Tier war 1904 erlegt worden. 1923 hatte es zum letzten Mal eine Sichtung eines eingewanderten Bären gegeben.
- Kampala/Uganda: In Uganda findet ein landesweites Referendum über die Einführung eines Mehrparteiensystems statt. Präsident Yoweri Kaguta Museveni hatte, als er 1986 an die Macht kam, ein „Nichtparteiensystem“ eingeführt. Der Einfluss politischer Parteien war seitdem sehr beschränkt.[23]
- Stuttgart/Deutschland: Es wird bekanntgegeben, dass der Vorstandsvorsitzende Jürgen Schrempp den DaimlerChrysler-Konzern zum Jahresende verlassen und Dieter Zetsche sein Nachfolger als Vorsitzender sein wird.
- Vereinigtes Königreich: Die IRA verkündet das Ende des bewaffneten Kampfes.
- Die Raumfähre Discovery hat ohne Probleme an der Internationalen Raumstation (ISS) angedockt. Zuvor hat man das Space Shuttle an den Seiten fotografiert, um mögliche Schäden zu dokumentieren. Da keine größeren Probleme entdeckt werden, steht einer Rückkehr zur Erde nichts im Wege, andernfalls hätte die Besatzung auf der ISS bleiben müssen; die Versorgungen reichen für max. einen Monat aus.
- Washington, D.C./Vereinigte Staaten: Die Rüstungskonzerne Lockheed Martin und Northrop Grumman haben in fast allen Sparten den Gewinn im zweiten Quartal kräftig gesteigert.[24]

### Freitag, 29. Juli 2005
- Sonnensystem: Die Mars-Sonde Mars Express der Europäischen Weltraumorganisation fotografiert einen Krater, in dem Fachkundige eine ovale Eis-Struktur erkennen, die Wasser indiziert.[25]

### Sonntag, 31. Juli 2005
- Isfahan, Teheran/Iran: Iran baut nach eigenen Angaben wieder Atomwaffen. Die Internationale Atomenergiebehörde in Wien äußert sich besorgt, trotzdem wollen die Vertreter einiger europäischer Staaten, darunter Joschka Fischer aus Deutschland, weiter auf die Strategie des diplomatischen Austauschs setzen.
- Kairo/Ägypten: Am Samstag wurde in der Innenstadt von Kairo eine Kundgebung von Gegnern des ägyptischen Präsidenten Muhammad Husni Mubarak gewaltsam beendet. Polizisten und Unterstützer der Regierung schlugen mit Knüppeln auf Demonstranten ein. Mubarak, der seit 1981 in Ägypten regiert, hatte am Donnerstag angekündigt bei der Präsidentenwahl im September erneut anzutreten.[26]
- Montreal/Kanada: Die 11. Schwimmweltmeisterschaften der FINA gehen zu Ende. Zwei deutsche Teilnehmer gewinnen jeweils eine Goldmedaille, Mark Warnecke über 50 m Brust und Thomas Lurz über 5.000 m.[27]

## Weblinks

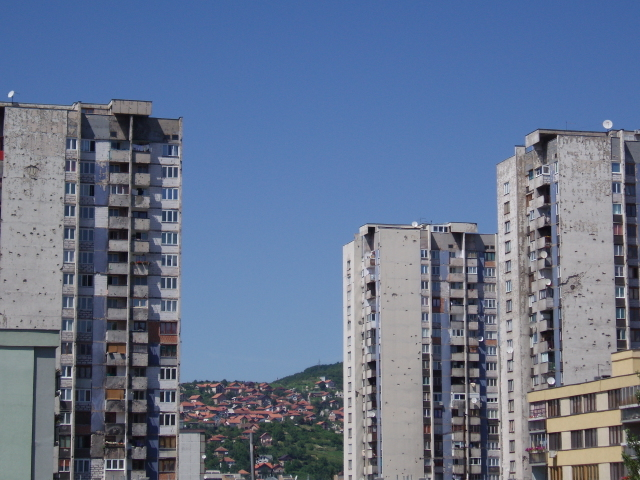
Sarajevo im Juli 2005